# Canthocamptus cavernarum
Canthocamptus cavernarum is een eenoogkreeftjessoort uit de familie van de Canthocamptidae. De wetenschappelijke naam van de soort is voor het eerst geldig gepubliceerd in 1879 door Packard.